# Dries Govaerts
Dries Govaerts (Turnhout, 4 maart 1988) is een Belgisch voormalig veldrijder en mountainbiker. 

## Carrière
In 2005 werd hij derde op het EK veldrijden bij de junioren in Pontchâteau en won hij een wereldbekerwedstrijd in Koksijde. Later werd hij in 2008 Belgisch kampioen mountainbike bij de beloften (U23) in Malmedy. 
In 2009 kreeg hij te maken met onverklaarbare bloedingen en bloedarmoede. In 2010 won hij de voorlaatste etappe in de Ronde van Frankrijk voor mountainbikers. Ook nam hij dat jaar deel aan het EK te Haifa, hij werd er 17e.
Govaerts kwam uit voor het team Lingier-Versluys. Voordien reed hij voor de ploegen Scott Cycling en Saeco MTB team. Hij is afkomstig uit Lille en beroepsmilitair.